# LaVern Dilweg
LaVern Ralph Dilweg (* 11. Januar 1903 in Milwaukee, Wisconsin; † 2. Januar 1968 in Saint Petersburg, Florida), Nickname: „Lavvie“ war ein US-amerikanischer American-Football-Spieler und Politiker. Er spielte unter anderem End bei den Milwaukee Badgers und den Green Bay Packers in der National Football League (NFL).

## Laufbahn

### Collegekarriere
Dilweg studierte an der Marquette University Jura und spielte bei den Marquette Golden Avalanche Football und Basketball. American Football war in seinen frühen Zeiten ein Laufspiel. Pässe waren zwar erlaubt, wurden aber nur selten als Angriffsmittel eingesetzt. LaVern Dilweg spielte daher auch auf der Position eines Tackles. Dilweg wurde als Footballspieler aufgrund seiner sportlichen Leistungen zum All American gewählt. 1925 spielte er im East-West Shrine Game, einem Auswahlspiel der besten Collegefootballspieler.

### Profikarriere
1926 wechselte LaVern Dilweg als Spieler zu den Profis und schloss sich zunächst den Milwaukee Badgers an. Gleichzeitig setzte er sein Jurastudium fort. 1926 mussten die Badgers ihren Spielbetrieb aufgrund finanzieller Probleme einstellen und Dilweg wechselte zu den von Curly Lambeau trainierten Green Bay Packers. 1927 gelang es ihm auch sein Jurastudium erfolgreich abzuschließen.
Mit der Mannschaft aus Green Bay gewann er dreimal die NFL-Meisterschaft. 1929 konnte man die Saison ohne Niederlage überstehen und wurde Meister vor den New York Giants, dies gelang dann nochmals 1930 und 1931. Im Jahr 1934 beendete Dilweg seine Spielerlaufbahn und wurde danach Jurist und Politiker. 

## Nach der Profilaufbahn
LaVern Dilweg arbeitete nach seiner Laufbahn als Rechtsanwalt und Wirtschaftsberater. Als Demokrat war er von 1943 bis 1954 Abgeordneter im US-Repräsentantenhaus. Ab 1954 arbeitete er wieder als Jurist und hatte eine Kanzlei sowohl in Green Bay, als auch in Washington, D.C. Dilweg, der an Krebs litt, starb auf einer Reise in Florida und ist auf dem Fort Howard Memorial Park in Green Bay, Wisconsin, beerdigt.

## Ehrungen
Dilweg ist Mitglied in dem NFL 1920s All-Decade Team, in der Green Bay Packers Hall of Fame und in der Wisconsin Athletic Hall of Fame. Er wurde achtmal zum All-Pro gewählt.

## Quelle
- Jens Plassmann: NFL – American Football. Das Spiel, die Stars, die Stories (= Rororo 9445 rororo Sport). Rowohlt, Reinbek bei Hamburg 1995, ISBN 3-499-19445-7.